# Радомир Константиновић
Радомир Константиновић (27. март 1928 — 27. октобар 2011) био је српски и југословенски књижевник, филозоф, публициста и члан АНУБиХ.

## Биографија
Рођен је 27. марта 1928. године у Суботици. Био је члан Литерарне редакције Радио Београда од 1949. до 1951. године. Уређивао је часопис „Младост“, „Књижевне новине“ и двонедељник „Данас“. Више година био је хонорарни сарадник Трећег програма Радио Београда.
Константиновић је почео као песник, са збирком стихова „Кућа без крова“, да би се посветио роману и објавио читав низ експерименталних пројеката и модерних дела: „Дај нам данас“, „Мишоловка“, „Чисти и прљави“, „Излазак“ (НИН-ова награда 1960. године) и „Ахасвер или трактат о пивској флаши“.
Примљен је у Савез књижевника Југославије 3.1.1949.године. Чланска карта носи број 47.
У периоду 1956-1964 Радио Београд извео је шест Константиновићевих радио-драма које је режирао Василије Поповић (Павле Угринов). Камерна сцена „Круг 101" Народног позоришта у Београду отворена је 1962. године драмом „Саобраћајна несрећа“ у режији Арсе Јовановића. Све радио-драме превођене су и извођене на више језика. Драма „Велики Емануел“ увршћена је 1963. године у антологију светске радио-драме на немачком. По драми „Икаров лет“ 1964. године названа је антологија југословенске радио-драме такође на немачком.
Осим више десетина есеја и расправа емитованих преко радија и телевизије и штампаних у листовима и часописима, објавио је збирку естетичко-филозофских расправа „Пентаграм“.
Од „Пентаграма“, окренуо се есеју и тада су почеле да се назиру кључне деонице култне „Философије паланке“ коју је Константиновић у целости прочитао у емисијама Трећег програма Радио Београда пре него што је први пут штампана.
Од 1966. године емитују се преко Трећег програма Радио Београда, а од 1969. штампају у часопису "Трећи програм" огледи о песницима Српске културе 20. века „Биће и језик“. За 12 година (1969—1981) Константиновић је објавио 113 есеја на више од 4000 страница.
Постмодернистичко штиво „Декартова смрт“ објављено је 1998. године. У дијалогу између Декарта, Паскала и Монтења осећа се напетост између литературе и филозофије и то је основно обележје овог текста.
Четири године након „Декартове смрти“, објавио је књигу под насловом „Бекет пријатељ“. Ово дело у крајње сведеној форми сачињено је од тридесетак писама које је Семјуел Бекет слао Константиновићу и Каћи Самарџић пропраћено са исто толико есејистичких напомена. Та писма су део преписке, чији је већи део уништен у току рата, када је ровињска кућа Константиновићевих обијена и опљачкана.
О Константиновићу Ото Бихаљи Мерин је писао: „Писци који имају свој семантичко-философски корен у грудви свог мало познатог језика или средине, теже продиру у свет; да су се књиге као "Философија паланке" и „Биће и језик“ Радета Константиновића родиле у великим језичким центрима, њихове резонанце би биле сличне онима које имају дела Бекета и Сартра."
Преминуо је у Београду 27. октобра 2011. године.
Био је син проф. др Михаила Константиновића.

## Најзначајнија дела

### Збирке песама
- Кућа без крова (Ново покољење, Београд, 1951)

### Романи
- Дај нам данас (Ново покољење, Београд, 1954)
- Чисти и прљави (Свјетлост, Сарајево, 1958)
- Излазак (Српска књижевна задруга, Београд, 1960)
- Мишоловка (Космос, Београд, 1956)

### Есејистички и теоријски радови
- Ахасвер или трактат о пивској флаши (Просвета, Београд, 1964)
- Пентаграм, белешке из хотелске собе (Форум, Нови Сад, 1966)
- Философија паланке (Трећи програм, бр. 2, Београд, 1969)
- Биће и језик у искуству песника српске културе двадесетог века, осам књига (Просвета, Београд, 1983)
- Декартова смрт (Агенција Мир, Нови Сад, 1998)
- Бекет пријатељ (Откровење, Београд, 2000)
- Милош Црњански (Откровење, Београд, 2013) - постхумно
- На маргини (University Press, Сарајево 2013) - постхумно[6]
- Дух уметности (University Press, Сарајево 2016) - постхумно[7][8][9]

### Радио-драме

#### Саобраћајна несрећа
Написана и емитована 1958.
Улоге: Мира Ступица, Бранко Плеша, Марјан Ловрић
Редитељ: Василије Поповић
Тон-мајстор: Марјан Радојчић
Њеним извођењем под називом “Сведок” отворена је камерна сцена Народног позоришта “Круг 101”. Извођена на програму Радио Београда и Радио Сарајева. Извођена на немачком радију: Хамбург, Франкфурт, Минхен.

#### Велики Емануел
Написана 1959. Емитована 1985.
Улоге: Виктор Старчић, Сима Јанићијевић, Антоније Пејић, Предраг Лаковић
Редитељ: Василије Поповић
Текст ове радио-драме објављен је  у Антологији модерне радио-драме “Спектакулум” у издању  Зуркампа, уз најпознатија остварења Семјуела Бекета, Ежена Јонеска, Фридриха Диренмата, Харолда Пинтера.
Емитована је на баварском радију.

#### Изненађење
Написана 1959. Емитована 1985.
Улоге: Невенка Урбанова, Миодраг Радовановић, Славко Симић, Јован Милићевић, Никола Симић
Редитељ: Петар Теслић
Текст објављен у Летопису Матице српске, бр.135, мај 1959. Књ. 383 св. 5

#### Еуридика
Написана 1961. Емитована 1961.
Улоге: Љиљана Крстић, Раде Марковић
Редитељ: Василије Поповић
Емитована  на радио-програмима Хамбурга, Штутгарта, Минхена, Есена и Франкфурта. Др. Хајнц Швицке, историчар и теоретичар радио-драме помиње у својој књизи “Радио драма - Историја и драматургија” Еуридику као пример дела са радиофонском ситуацијом за два лица и звук.

#### Икаров лет
Написана 1962. Емитована 1962.
Улоге: Љиљана Крстић, Славко Симић, Марјан Ловрић
Редитељ: Василије Поповић
Тон-мајстор: Марјан Радојчић
На Фестивалу југословенске радио-драме, у Љубљани 1963. емисија је добила највећи број награда: награду за емисију у целини, другу награду за текст, прву награду за режију, награду за тонски снимак и награду за глумачко остварење Љиљане Крстић.
Извођена је у Недељи југословенске радио-драме на програму радио-Прага, а приказана је и као ТВ драма на Берлинској телевизији.
Штампана је три пута: РТВ - Теорија и пракса, бр.6, 1979. и Мирослав Јокић, Звонимир Костић, Антологија српске радио-драме, РТС, 2004, немачки здавач Хорст Ердман Верлаг уврстио је у своју збирку југословенских радио-драма, а цела збирка носи наслов “Икаров лет”.

#### Липтонов чај
Написана 1964. Емитована 1964.
Улоге: Невенка Урбанова, Божидар Дрнић
Прва награда за глумачко остварење 1964.

#### Обична, ох, кокошка
Написана 1966. Емитована: 1967.
Улоге: Ружица Сокић, Љиљана Крстић, Зоран Радмиловић, Милутин Бутковић
Редитељ: Василије Поповић
Тон-мајстор: Марјан Радојчић
Награде на Фестивалу југословенске радио-драме: награда жирија, награда за емисију у целини, за тонски снимак и за глумачко остварење Ружице Сокић
Текст драме објављен је у “Делу” јул, 1968.
Штампана у књизи Радио и ТВ драма - приредио Василије Поповић, НОЛИТ, 1987.

## Критике

#### Дај нам данас
"Рука ми се и нехотице пружа Константиновићевом „Дај нам данас“. У себи чујем оно Анино море, које сам отркио још пре две године, још док се „Дај нам данас“ звало у рукопису „Неуморно море“, тај изузетан рукопис од 1000 страница за који је штета што није објављен цео, то Анино море у коме сам слушао, и слушам сва „мора“ овога света."
Душан Матић, Дело бр.2, 1955.

#### Чисти и прљави
"Био сам и остао убеђен да су романи Р. Константиновића, сваки на свој начин, једна од најзначајнијих књижевних потврда његових полазних теза и, што је битније, зрели и велики резултати наше литературе. Потврде њеног пута и један од израза њене оригиналности и величине."
Оскар Давичо, у поговору за роман „Чисти и прљави“, 1958.

#### Мишоловка
"Нипошто нећу претерати ако кажем да је „Мишоловка“ Радомира Константиновића - роман-монструм. То заправо и није роман у обичном смислу те речи (ничега у њему нема што подсећа на то), већ изузетан посебан феномен. Нешто потпуно различито и изван свега што смо уопште читали у нашој литератури; ако је слично тврђење било изречено и за први Константиновићев роман „Дај нам данас“, онда оно тек сада има пуно оправдање."

Милош И. Бандић, Младост, 16.10.1956.

#### Ахасвер или трактат о пивској флаши
"Луцидност, којом Радомир Константиновић прониче у нове просторе, и интелектуална и морална храброст, којом отвара поноре и надноси се на њих, чине његову прозу „Ахасвер или трактат о пивској флаши“ празником у календару књижевности не само овог језика, празником који не могу, неће, и не треба да празнују сви да би био празник."

Милош Стамболић, Политика, 11.10.1964.

#### Пентаграм
"Догма и игра јесу нераздвојни партери у субјективној драми сазнања. То је коначан закључак или драмски епилог „Пентаграма“, те устрептале, емотивно обојене, интелектуалне и сазнајне игре. Тежину чисте апстракције писац је превео у интимну димензију егзистенцијалне драме. У основи ових есеја је живо ткиво драмске динамике док се између појединих есеја остварује онај однос који у структури романа постоји између појединих глава, што открива неслућене могућности есеја: пред нама се заснива есеј као роман, есеј као драма, есеј као субјективна исповест. Такво структурирање есеја, и поред надреалистичких и постнадреалистичких покушаја, наша књижевност до сада није остварила."

Зоран Глушчевић, Политика, 21.5. 1967.

#### Биће и језик
""Биће и језик“ јесте по мом уверењу, не јединствена већ и прва књига интегралног и комплексног философског модела књижевне критике у историји, и то не само српске и не само југословенске критике, књига у којој је остварена једна огромна дијалектичка синтеза певања и мишљења, једно велико јединство бића као историјске егзистенције/есенције и језика, како бисмо хајдегеровски рекли, као самоговора бића, тј. као самоговора историјске егзистенције/есенције."

Георги Старделов, Књижевност, 9-8, 1984.
"... У овај велики подухват, Константиновић је кренуо у зрелим својим годинама, са искуством књижевног посленика који је за собом имао већ три деценије читања, студирања, сазнања. Он се сврстава међу најобразованије наше савременике. Посебно му је 20. век стално поље истраживања. Он се у њему креће као сваки опробани мајстор свога заната: поуздано и опрезно. Смењивали су се стилови и моде, међусобно обрачунавале династије, сукобљавале класе и сталежи, сударале идеологије; друштво је готово непрекидно ратовало и у рату и у миру. „Биће и језик“ је је у ствари кључ за одгонетку те епохе и управо открива праву историјску сцену свих тих идеја и сукоба..."

Миодраг Максимовић, Политика, 30. април, 1, 2. мај 1980.
"..."Биће и језик“ је, у ствари, кључ за одгонетку те епохе (20. века) и управо открива праву историјску сцену свих тих идеја и сукоба. То је сведочанство о једној епохи, али крцато документима; то је велика фреска песничких судбина, више или мање обдарених људи, али истовремено с видљивим печатима свих друштвених мена. То је заиста стварна књижевно-философска топографија овога друштва од почетка века до наших дана, са свим бременом његових сложених противречности. Дело велике интелектуалне и моралне храбрости..."
Миодраг Максимовић, Политика, 30. април, 1, 2. мај 1980.

## Награде
- Награда Београдског универзитета, за поему „Срце у пламену”, 1949.
- Награда Удружења књижевника Србије, за роман Дај нам данас, 1954.[10]‍:154
- НИН-ова награда, за роман Излазак, 1961.[10]‍:162
- Награда сарајевског часописа „Израз”, за есеј „Где је Толстој”, 1962.
- Награда „Ђорђе Јовановић”, за књигу Философија паланке, 1971.
- Годишња награда Радија Београд, за књигу Философија паланке, 1971.
- Октобарска награда града Београда, за есеје објављење у часопису „Трећи програм”, 1972.[10]‍:167
- Диплома са медаљом Матице српске поводом њене стопедесетоготишњице, 1976.
- НИН-ова награда „Димитрије Туцовић”, за есеје објављење у часопису „Трећи програм”, 1979.
- Награда „Браћа Шимић”, за есеј о Хамзи Хуми, 1979.
- Седмојулска награда СР Србије, 1981.[10]‍:197
- Орден заслуга за народ са сребрном звездом, 1981.
- Награда жељезаре Сисак, за есеј о Оскару Давичу, 1981.
- Награда града Београда, за издавачки подухват, издавачким предузећима „Просвета”, „Рад” и Матици српској, за дело Биће и језик, 1983.
- Плакета града Београда, 1984.
- Награда „Мирослав Крлежа”, за књигу есеја Биће и језик, 1985.
- Награда АВНОЈ-а за књижевност, 1985.
- Награда „Микина чаша”, 1998.[10]‍:99

## Савет за очување мисаоног наслеђа Радомира Константиновића
У Суботици је у фебруару 2013. године основан Савет за очување мисаоног наслеђа Радомира Константиновића. Идеја о низу активности и манифестација којима би се неговао и чувао литерарни, филозофски и уопште интелектуални рад и ангажман Радомира Константиновића јавила се непосредно по његовој смрти, а за чланове тог савета изабрани су књижевници, културни радници и јавне личности које су биле Константиновићеви блиски сарадници, или су се пак професионално бавили његовим радом.
Председница савета је Латинка Перовић, а чланови су: Живан Берисављевић, Ото Толнаи, Ласло Вегел, Гојко Тешић, Радивој Цветићанин, Иван Миленковић, Бошко Крстић, Бошко Ковачевић, Александра Ђурић Боснић, Бранислав Грубачки Гута и Драган Роквић. Почасни члан је Милица Константиновић.
Од активности савета издваја се Међународни округли сто ”О духу отворености (димензије мисаоног наслеђа Радомира Константиновића)” одржан у Келебији 27. марта 2015.

### Награда ”Радомир Константиновић”
Међународна награда "Радомир Константиновић" додељује се сваке друге године у Суботици 27. октобра (на годишњицу смрти).
Награда "Радомир Константиновић" за 2015/2016. годину припала је филозофу из Београда Милораду Беланчићу за дело ”Ми па ми (или: о српском становишту)” и књижевнику из Загреба Слободану Шнајдеру за роман ”Доба мједи”.

### Награда "Биће и Језик"
Годишња награда "Биће и језик" за 2016. годину, коју додељују Савет за очување мисаоног наслеђа Радомира Константиновића и Завод за културу Војводине, припала је Стефану Јањићу из Новог Сада за есеј "Сводљивост и фраза".

### Спомен плоча
Спомен плоча на Константиновићевој родној кући у Суботици откривена је 27. марта 2015.